# 이세훈
이세훈(1955년 8월 31일 ~ )은 대한민국의 가수이다.

## 출연

### 방송

#### 라디오
- 1992 SBS 러브FM 트롯 대행진

## 음반

### 정규
- 1991 1집 먼 그대/손 흔들어봐요
- 1996 2집 이세훈Ⅱ
- 1999 3집 추억창고
- 2000 4집 슬픈 만남

### 비정규
- 2019 삼각관계
- 2019 먼 그대

### 참여
- 1992 HAN. YONG JIN'S D.J/가요 댄스 리믹스 Vol.1
- 1992 HAN. YONG JIN'S D.J/가요 댄스 리믹스 Vol.2
- 1996 이세훈 디스코 드라이브 뮤직